# 弥力信号所
弥力信号所（ミリョクしんごうしょ）は、大韓民国全羅南道宝城郡にて開業予定の韓国鉄道公社（KORAIL）の信号所。

## 接続する鉄道路線
韓国鉄道公社　
慶全線　
宝城連結線

## 沿革
- 2025年5月12日：駅名確定[1]。
- 2025年8月：信号場として開業予定。

## 隣の駅
韓国鉄道公社
慶全線
得粮駅 - 弥力信号所 - 宝城駅
宝城連結線
弥力信号所 - 新宝城駅